# Oreiller
Pour les articles homonymes, voir Oreiller (homonymie).
 (décembre 2015).
Si vous disposez d'ouvrages ou d'articles de référence ou si vous connaissez des sites web de qualité traitant du thème abordé ici, merci de compléter l'article en donnant les références utiles à sa vérifiabilité et en les liant à la section « Notes et références ».

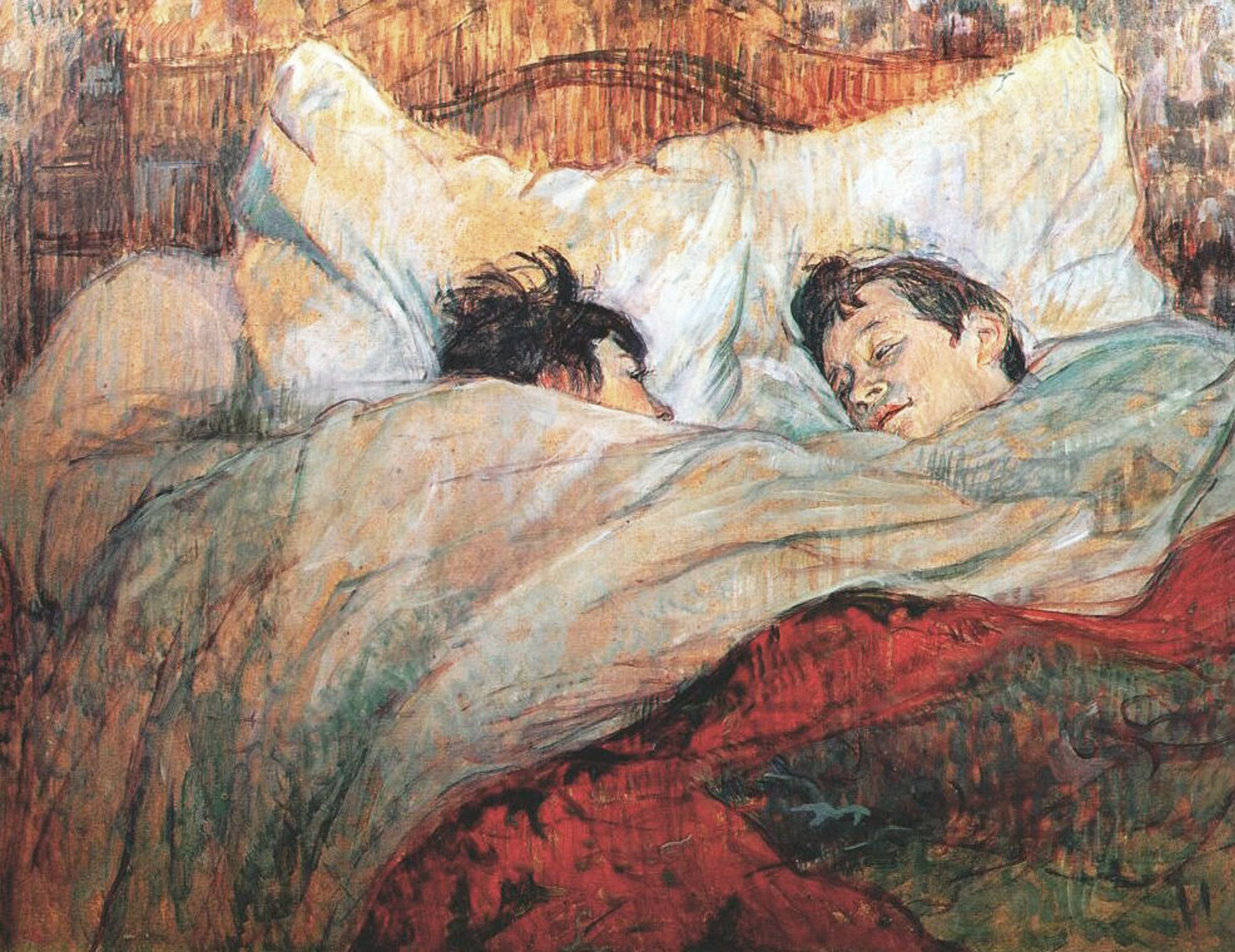
Henri de Toulouse-Lautrec, Au lit (huile sur carton, 1892, Musée d'Orsay, Paris).

L'oreiller est un support placé sous la tête, généralement utilisé dans un lit. L'appellation coussin est plus courante dans ce sens en Belgique, en Suisse, en Corse et dans l'extrême sud de la France. Lorsque ce support est de forme tubulaire et occupe toute la largeur du lit, il est dénommé traversin ou polochon. La forme, la composition et les tissus varient selon les usages, les cultures, la qualité et le degré de confort de chacun.

## Histoire
On retrouve des traces d'utilisation de l'oreiller jusqu'aux civilisations de la Mésopotamie vers 7000 av. J.-C. L'oreiller est alors un signe de statut social. Son usage servait à corriger des problèmes de cou, de dos et d'épaules durant le sommeil. Il servait également à éloigner la tête des insectes.

### Égypte

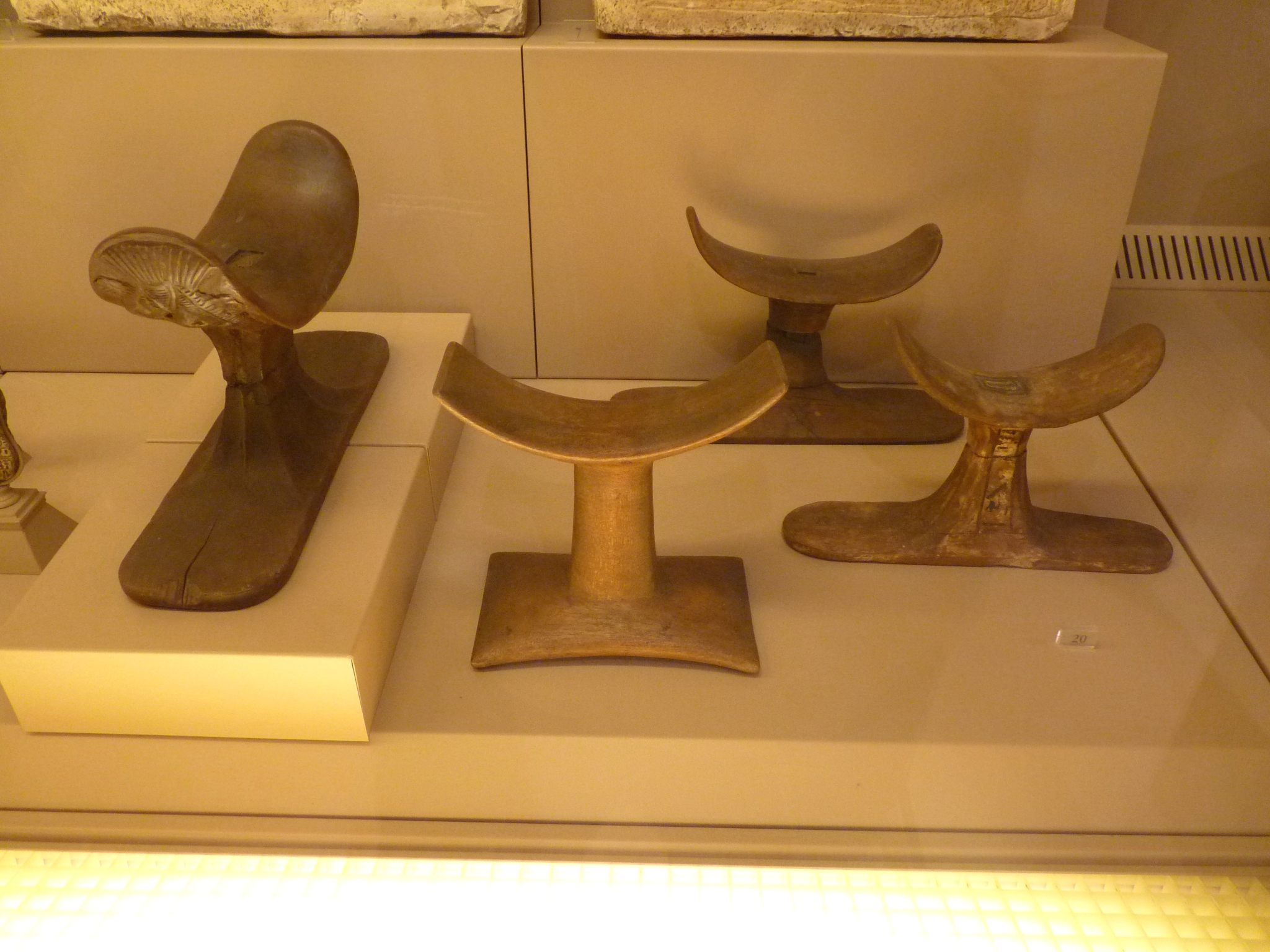
Repose-têtes de l'Égypte ancienne.

Des oreillers en bois ou en pierre ont été retrouvés dans les tombes. La plupart étaient placés sous la tête de la momie, tête considérée comme sacrée. Ailleurs, les oreillers servaient à supporter la tête, à renforcer la vigueur du corps, faciliter la circulation du sang et éloigner les mauvais esprits.

### Europe
Les Romains et les Grecs utilisaient des oreillers plus moelleux, avec de la paille, des plumes et des roseaux. Des oreillers servaient également de coussins pour les genoux lors de prières ou pour placer des livres sacrés. Tout comme les Égyptiens, on en glissait sous la tête des défunts.

### Chine

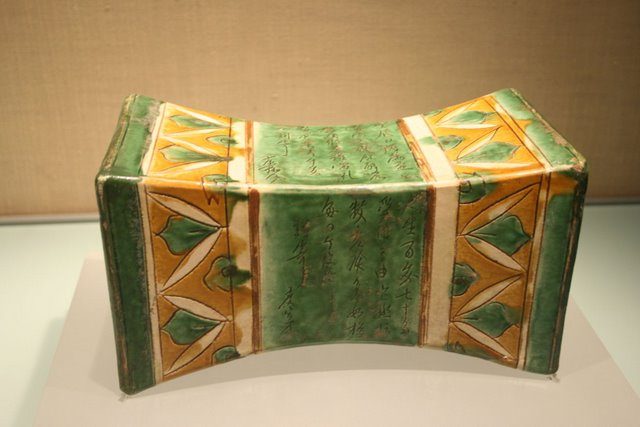
Oreiller chinois en porcelaine de la dynastie Jin.

La Chine a eu recours à des oreillers fabriqués de divers matériaux comme le bambou, le jade, la porcelaine, le bois et le bronze ou de peau. Ceux en porcelaine étaient les plus courants. Leur usage remonte aussi loin qu'à la dynastie Sui, tandis que la production de masse apparaît lors de la dynastie suivante, la dynastie Tang, entre 618 et 907. Les oreillers chinois sont de formes variables et ornés de motifs animaliers, humains et végétaux. L'apogée des oreillers en porcelaine se situe entre les Xe siècle et XIVe siècle avant de céder la place à d'autres modes de fabrication plus pratiques.

## Composition
Un oreiller se compose généralement d'une enveloppe fine de tissu rembourrée de différents matériaux.

### Enveloppe
L'enveloppe des oreillers de plume (cf. section Rembourrage) est le plus souvent en tissu végétal (coton, lin), car les pointes des plumes peuvent endommager les matières synthétiques. L'enveloppe des oreillers à rembourrage synthétique est le plus souvent en matière synthétique (75 %) et en coton (25 %). Cela dit, on peut trouver toutes sortes de tissus pour composer l'enveloppe des autres types d'oreiller. Des tissus à base de fibres plus résistantes comme le lin ou le chanvre sont parfois utilisés.
Les oreillers sont presque toujours recouverts d'un drap, seconde enveloppe amovible et en tissu végétal, appelée taie d'oreiller, afin d'absorber les sécrétions corporelles dans un souci d'hygiène. Pour la tête, des tissus plus confortables et plus doux sont plutôt utilisés. On retrouve le plus souvent le coton, mais on peut également mentionner le satin, le bambou ou la soie pour des oreillers de plus grande qualité.

### Rembourrage
On distingue trois grands types de rembourrage :
- animal : les oreillers de plume sont rembourrés avec du duvet (petites plumes qui participent à l'isolation thermique des oiseaux, souvent inférieures à 3 cm). Les plumes et duvets sont récupérés en tant que dérivés naturels de la production de viandes de volailles et/ou d’élevage de volailles. Le déplumage s’effectue principalement sous forme de produit dérivé lors de l’abattage[2] ;
- synthétique : les oreillers dits synthétiques sont rembourrés à l'aide de matières synthétiques, qui peuvent différer par leur nature : on distinguera les agglomérats de matière synthétique, économiques, et les mousses haute densité, qui permettent la formation d'oreillers ergonomiques ;
- végétal : les oreillers rembourrés d'écales de sarrasin sont traditionnellement utilisés dans les cultures orientales, plus particulièrement au Japon et en Corée du Sud. L'écale de sarrasin, qui est la membrane protectrice de la graine de sarrasin, est récupérée à la suite du décorticage de la graine de sarrasin. Dans une perspective de développement durable, ce rembourrage a l'avantage d'être recyclé, renouvelable, durable et compostable. Les balles d'épeautre (également petit épeautre ou engrain) fortement chargées en silice, sont recommandées pour certaines pathologies de la nuque. Dans les pays où poussent les kapokiers ou fromagers, c'est-à-dire principalement en Asie et un peu moins en Afrique, on utilise les fibres de kapok qui sont débarrassées de leurs graines. Elles présentent un intérêt par leur imputrescibilité et leur imperméabilité.

On commence à retrouver quelques variantes plus modernes comme :
- l'oreiller électronique est constitué de trois couches de matériaux différents, et le capteur est intégré dans la couche la plus profonde qui est faite en polychlorure de vinyle qui permet un confort optimal ;
- l'oreiller en latex est rembourré soit de copeaux de latex, ce qui procure un oreiller plus économique mais moins ferme, soit formé d'un bloc de latex, plus cher mais beaucoup plus confortable. Il est important de distinguer le latex simple (dit latex de synthèse) et le latex naturel.

Anciennement les oreillers étaient parfois rembourrés à l'aide de vieux chiffons.

## Hygiène et entretien
Des oreillers synthétiques lavés tous les deux mois voire hermétiques et antibactériens sont recommandés en milieu hospitalier car après deux ans d’utilisation, jusqu'à un tiers du volume d’un oreiller peut être composé de peaux mortes, d’acariens, de leurs déjections et de leurs cadavres.
Les oreillers et les traversins nécessitent un entretien régulier afin de préserver leurs qualités de supports. Néanmoins leur composition impose des traitements différents.
Les oreillers à plumes doivent être lavés (30 ou 40 degrés) sauf s'ils sont de mauvaise qualité (qualité des plumes et de l'enveloppe en percale). En effet, leur densité faible et le caractère aéré des plumes provoqueront une ventilation. Ce type d'oreiller est conseillé en cas d'allergie aux acariens, ceux-ci ne pouvant nicher dans une plume toujours en mouvement[réf. nécessaire]. Le seul entretien nécessaire pour les oreillers à plumes est de les laver périodiquement, à raison d'une à deux fois par an ; les exposer au soleil est également utile, pour l'effet désinfectant des rayons ultra-violets ainsi que pour leur redonner un gonflant.
Les oreillers synthétiques peuvent être lavés, en respectant scrupuleusement les conditions mentionnées sur les étiquettes. En effet, la chaleur et les produits détergents peuvent altérer définitivement le rembourrage synthétique. La plupart du temps, un simple lavage à l'eau claire, à une température de 40 °C, suffit à nettoyer les oreillers synthétiques de leurs impuretés ou des acariens nichant dans les fibres (liées donc immobiles favorisant la concentration d'acariens) qui gardent l'humidité du corps. Seuls les oreillers à agglomérats synthétiques nécessitent d'être secoués régulièrement pour homogénéiser leur composition.
Les oreillers en écales de sarrasin ne doivent jamais être lavés. L'eau et la température pourraient endommager les écales de sarrasin. Pour le laver, il est nécessaire de le vider des écales de sarrasin et de laver l'enveloppe. Pendant que l'enveloppe est lavée et sèche, il est recommandé d'éparpiller les écales de sarrasin sur un grand tissu et de les laisser sécher à la lumière du jour durant toute une journée. La lumière va assécher les écales et les désinfecter. Cela dit, l'oreiller en écales de sarrasin est hypoallergénique, anti-acarien et anti-bactérien. En effet, il contient un tanin qui repousse les acariens et les bactéries. De par la forme des écales de sarrasin, l'air circule facilement à travers les écales, ce qui rend l'oreiller toujours frais et sec et ce qui évite la propagation d'acariens, qui apprécient la chaleur et l'humidité[réf. souhaitée].

## Qualités propres aux compositions
Les différentes natures de composition des oreillers nécessitent un choix scrupuleux quant à leurs conditions d'utilisation.
Les oreillers à plumes sont généralement moelleux et retiennent très facilement la chaleur humaine. En été, ils peuvent être inutilisables. Leur durée de vie est considérable, et peut dépasser 10 ans si les conditions d'utilisation et d'entretien s'y prêtent. Les oreillers à plumes s'adaptent à la forme de la tête et sont de bons isolants sonores. Ils peuvent en outre être facilement adaptés au souhait de confort de chacun en modifiant la densité des plumes. Le tissu utilisé pour la confection d’oreillers en plumes est par nature plus étanche que celui utilisé pour un duvet synthétique. C’est la raison pour laquelle la quantité d’allergènes est souvent moins importante – contrairement à ce que l’on croit – que dans les oreillers synthétiques.
Les oreillers à agglomérats synthétiques sont souvent rembourrés à l'aide de déchets industriels de fibres synthétiques. Ils sont économiques, mais leur confort est vite altéré après quelques mois d'utilisation : ces fibres, sous l'effet de la pression corporelle, forment des agglomérats qui se densifient et s'hétérogénéisent.
Les oreillers ergonomiques, à mousse synthétique, sont spécifiques : ils répondent le plus souvent à un besoin médical, afin de prévenir les risques de déformation de la colonne vertébrale. La plupart adoptent une forme de vague, favorisant la rectitude vertébrale en maintenant la tête dans le creux de la vague.
Les oreillers en écales de sarrasin sont plutôt fermes. Agissant comme des microbilles naturelles, le rembourrage va épouser la forme de la nuque tout en offrant un support adéquat aux vertèbres cervicales et en garantissant un bon alignement des vertèbres.

## Inconvénients propres aux compositions
En 2012, le magazine français de défense du consommateur 60 millions de consommateurs publie un dossier qui « révèle les substances chimiques que les fabricants utilisent pour traiter couettes et oreillers : composés perfluorés ou polybromés, insecticides ou encore produits antibactériens. »